# SNRK
SNRK – ludzki gen kodujący białko kinazy białkowej. Gen SNRK (SNF related kinase), znany też jako FLJ20224, HSNFRK i KIAA0096, znajduje się w locus 3p22.1.